# Scemo & più scemo
Scemo & più scemo (Dumb and Dumber) è un film del 1994, diretto da Peter Farrelly e interpretato da Jim Carrey e Jeff Daniels.
In Italia è uscito al cinema venerdì 1º settembre 1995, distribuito dalla Warner Bros. Italia.

## Trama
Providence, Rhode Island. Lloyd Christmas, autista di limousine e compendio della stupidità, divide un appartamento con l'amico, svitato e squattrinato quanto lui, Harry Dunne, curatore di cani da esibizione. I due vivono alla bell'e meglio sognando coi soldi accumulati di aprire un giorno un negozio di allevamento di vermi dal nome "Ho i vermi".
Una mattina Lloyd viene incaricato di accompagnare all'aeroporto Mary Swanson, una splendida ragazza dell'alta società della quale s'innamora a prima vista. Dopo un dialogo in cui vengono passati brevemente in rassegna i progetti lavorativi di Lloyd, non senza causare un incidente stradale dal quale la limousine esce illesa senza che il guidatore s'accorga di nulla, i due arrivano in aeroporto. Mary si avvia verso il gate; non riuscendo a staccare gli occhi da lei, Lloyd tampona un'altra auto senza gravi conseguenze, eccezion fatta per l'esplosione dell'air bag della limousine stessa; a quel punto Lloyd s'accorge che la ragazza ha lasciato la valigetta che aveva con sé nel mezzo dell'androne dell'aeroporto.
Non si tratta, però, di una dimenticanza: Mary, infatti, l'ha lasciata in un posto ben visibile in quanto si tratta del pagamento del riscatto che avrebbe dovuto essere ritirato da due loschi individui, Joe Mentalino e J.P. Shay. All'oscuro di tutto, una volta accortosi che la valigia è incustodita, Lloyd anticipa i due prendendola al volo, corre al gate d'imbarco ma non riesce a riconsegnarla perché l'aereo di Mary, diretta ad Aspen dalla sua famiglia, è appena decollato. Purtroppo il personale incaricato vieta soltanto a parole di andare verso l'aereo senza fermare fisicamente Lloyd e senza spiegargli che per quella strada sarebbe caduto, con un tonfo di alcuni metri.
Tornato a casa dopo essere stato licenziato per aver lasciato il luogo dell'incidente, Lloyd racconta tutta la storia ad Harry. Quello stesso giorno anche l'amico è stato appena licenziato dopo averne combinata una delle sue durante una consegna di cani ad una mostra cinofila; nello specifico, Harry si era attardato per la consegna dei cani volendoli lavare e spazzolare di persona. Richiamato per radio dal titolare della ditta aveva dovuto accelerare la guida del furgoncino, ritrovandosi così a consegnare i cani sporchi per via della guida spericolata (erano stati lasciati nella parte posteriore del veicolo insieme a dei panini pieni di salse), oltreché in ritardo.
Poco dopo, i due delinquenti scambiano i due amici per veri professionisti del mestiere e decidono di far irruzione in casa loro; vedendoli dallo spioncino della porta (con Mentalino armato), Lloyd ed Harry credono siano due impiegati dell'azienda del gas e, non avendo pagato la bolletta, fuggono di nascosto con la valigetta. Infatti Lloyd aveva conservato la valigetta con l'intenzione di restituirla e nella ferma volontà di non aprirla prima della restituzione. Ritornati a casa verso sera, Harry rimane sconvolto vedendo che la sua pappagallina Petra è stata decapitata proprio da Mentalino; Lloyd, approfittandone, riesce quindi a convincere l'amico ad intraprendere un viaggio che li porterà ad Aspen, sulle Montagne Rocciose del Colorado, con l'obiettivo di consegnare la valigetta a Mary.
Durante il lungo viaggio i due ne combinano di tutti i colori. In un fast food fanno infuriare Grande Mulo, un energumeno locale sul quale si vendicheranno addossando a lui ed ai suoi colleghi il loro conto. Durante una fuga, Lloyd farà pipì dentro delle bottiglie vuote; subito dopo verranno fermati da un poliziotto, che scambierà le bottiglie per alcolici illegali e, dopo averne assaggiato un quantitativo, l'inviterà ad andarsene rapidamente, preso da un inevitabile malessere.
Tempo dopo, il delinquente Mentalino riuscirà ad ottenere fiducia dai due ed otterrà un passaggio sul loro furgone, col cattivo intento di avvelenarli con del veleno per topi. Mentalino, però, al primo assaggio del suo panino, sabotato con dei peperoncini piccanti dai due amici, viene colpito dalla sua solita ulcera e chiede ai due di passargli le sue pillole curative; ma Harry, inconsapevolmente, gli fornisce le pastiglie avvelenate e Mentalino muore nello stupore generale dei presenti.
Durante una pausa per il rifornimento di carburante, Harry conosce un'affascinante ragazza, Beth Jordan, anche lei diretta ad Aspen; la ragazza, in un primo momento, accetta di lasciargli il suo numero di telefono, ma dopo essersi vista urlare in faccia da lui (poiché si è accorto di essersi, assurdamente, dato fuoco ad una gamba), cambia idea e scappa via. Al bivio che porta ad Aspen, Lloyd, distratto dal russare del dormiente Harry e fantasticando del suo incontro con Mary, sbaglia strada e si perde tra le campagne del Nebraska; accortisi dell'errore e senza più un soldo, i due si dividono dopo un litigio, salvo riunirsi poco tempo dopo, quando Lloyd baratta il furgone con una mini-moto ed arrivano finalmente ad Aspen. Lloyd tenta di ricordare il cognome di Mary ma non ci riesce; i due non le possono quindi riportare la valigetta e finiscono a ripararsi dal freddo davanti ad un fuoco. Un altro litigio li porterà a rendersi conto del contenuto dei soldi nella valigetta, lanciata a terra ed apertarsi durante la lite.
Lloyd ed Harry si danno quindi al lusso più sfrenato, appuntando tuttavia ogni spesa su dei pagherò. È proprio nel lussuosissimo hotel nel quale alloggiano che Lloyd, su di un giornale, vede Mary e decide di partecipare con l'amico alla festa dell'associazione ambientalista dove sarà presente la ragazza. I due, acquistati due smoking a dir poco appariscenti, trovano Mary ma Lloyd chiede all'amico di andare lui a parlarle. L'obiettivo di Harry è quello di parlare bene di Lloyd, così da presentarlo in modo da impressionare la ragazza, ma per via della matrigna di questa, Harry non riesce nell'impresa ed anzi ottiene lui stesso un appuntamento. Tornato da Lloyd, Harry non ha il coraggio di dirgli la verità e gli dice che Mary lo incontrerà al bar della hall l'indomani alle dieci. Il giorno dopo Lloyd aspetterà inutilmente ore ed ore al bar mentre Harry e Mary si divertiranno sulla neve.
Dopo aver appreso dal barista il domicilio di Mary e che lei viene solitamente al bar a cenare, Lloyd arriva sul posto, scoprendo così l'inganno dell'amico e che si rincontrerà con la ragazza la sera stessa; tornati alla suite, col pretesto d'un brindisi d'auguri a base di tè, Lloyd, deciso a vendicarsi sia della presa in giro subìta in giornata che della nuova presa in giro escogitata in serata sempre dall'amico, versa segretamente nel tè di Harry un'eccessiva quantità d'un potente lassativo, tale "TurboLax", facendoglielo bere a sua insaputa. Arrivato a casa di Mary, Harry viene subito colto da un fulminante attacco di diarrea dove si vede costretto a precipitarsi in bagno ed a rendersi protagonista d'una violenta quanto surreale defecazione; poco dopo sopraggiunge Mary che, da dietro la porta, gli raccomanda di non usare il gabinetto poiché già rotto. Nel frattempo, Lloyd raggiunge la casa di Mary, la quale rimane colpita dal fatto che abbia la sua valigetta ed i due vanno all'hotel per prenderla.
Lloyd trova quindi il coraggio di dichiararle i suoi sentimenti ma viene interrotto dall'arrivo di Nicholas Andre, amico di Mary ed autore del rapimento, giunto per prendere la valigetta. Dopo aver scoperto che non rimane che qualche dollaro, Nicholas lega i due al letto ed Harry ritorna alla suite, venendo anch'egli sequestrato; Mary scopre quindi che i due amici sono diventati rivali per lei. Nicholas decide di ucciderli uno ad uno e per primo si propone Harry che, confessando d'aver rubato la donna dell'amico, viene colpito in petto. Il ragazzo, tuttavia, indossa un giubbotto antiproiettile fornitogli da Beth; lei, infatti, è un agente dell'FBI sotto copertura, che interviene assieme alla sua squadra salvandoli ed arrestando Nicholas e la complice Shay.
A questo punto Lloyd scopre che il marito di Mary è ancora vivo, venendo costretto a conoscerlo; l'FBI toglie a lui ed Harry tutto ciò che hanno, la mini-moto che era stata scambiata con il furgone si rompe e così si ritrovano a dover tornare a casa a piedi. Lungo il tragitto, un pullman pieno di ragazze in bikini si ferma chiedendo ai due amici di essere assunti come loro massaggiatori ma, non capendo la loro richiesta, Lloyd ed Harry consigliano alle ragazze di proseguire più avanti alla prossima città, dove sicuramente troveranno due ragazzi disposti a spalmare le creme durante i loro concorsi.

## Produzione
Fra le varie location per la realizzazione della pellicola si possono ricordare: 
- lo Stanley Hotel ad Estes Park, Colorado, per le scene dell'albergo di lusso ad Aspen;
- il Salt Lake International Airport a Salt Lake City, Utah, per le scene dell'aeroporto di Providence, Rhode Island;
- l'appartamento dei due protagonisti a Park City, Utah;
- la casa di Mary nel sogno di Lloyd a Sandy, Utah;
- il fast food con Grande Mulo a Lakepoint, Utah;
- il Bear Mountain Chalet di Heber City, Utah, il motel dove i due protagonisti fanno il bagno;
- Copper Mountain, Colorado, per le scene sulla neve;
- il ristorante Dante's Inferno (oggi un negozio di animali) ad Ogden, Utah.

## Colonna sonora

### Tracce
1. Crash Test Dummies - The Ballad Of Peter Pumpkinhead
2. Deadeye Dick - New Age Girl
3. Echobelly - Insomniac
4. Pete Droge - If You Don't Love Me (I'll Kill Myself)
5. The Primitives - Crash (The '95 Mix)
6. Willi One Blood - Whiney, Whiney (What Really Drives Me Crazy)
7. Gigolo Aunts - Where I Find My Heaven
8. Butthole Surfers - Hurdy Gurdy Man
9. The Sons - Too Much Of A Good Thing
10. Green Jellÿ - The Bear Song
11. The Lupins - Take
12. Deee-Lite - You Sexy Thing
13. The Proclaimers - Get Ready

### Altri brani
Nel film sono state inserite anche alcune canzoni non accreditate nella colonna sonora ufficiale, tra cui:
- The Cowsills - The Rain, The Park & Other Things
- Roy Orbison - Oh, Pretty Woman
- Todd Rundgren - Can We Still Be Friends
- The Rembrandts - Rollin' Down the Hill
- Crash Test Dummies - Mmm Mmm Mmm Mmm
- Nick Cave and the Bad Seeds - Red Right Hand
- Apache Indian - Boom Shack-A-Lak
- Patrick Wilson - Make Love Now
- Bruce Greenwood - 2 Ft. 0 Butt Crack (erroneamente accreditata ai Circle the Wagon nei titoli di coda)

Inoltre la canzone Go Your Own Way dei Fleetwood Mac è presente nella sola versione televisiva.

## Distribuzione
Il film è uscito nelle sale statunitensi il 16 dicembre 1994 mentre in Italia per il 31 agosto 1995. Il film ebbe un ottimo successo commerciale alla sua uscita (più di 300 milioni di dollari globalmente), ma solo successivamente divenne un cult per molti amanti del genere.
Vinse alcuni MTV Movie Award, tra cui quello curioso per il miglior bacio, a Lauren Holly e Jim Carrey. La Holly si sposerà poi con Carrey il 23 settembre 1996, ma la relazione durerà solo fino al 29 luglio 1997.

## Riconoscimenti
- 1995 – MTV Movie & TV Awards
  - Miglior performance comica a Jim Carrey
  - Miglior bacio a Lauren Holly e Jim Carrey
  - Candidatura alla miglior coppia a Jim Carrey e Jeff Daniels

- 1995 – BMI Film & TV Award
  - Miglior colonna sonora a Todd Rundgren

- 1994 – Key Art Awards
  - Key Art Award a Helane Freeman

- 1999 – Golden Trailer Award
  - Miglior film del decennio

## Sequel e prequel
Nel 1997 viene realizzato il film Ancora più scemo, che diversamente da quanto faccia credere il titolo italiano non è né un sequel né ha legami con Scemo & più scemo. Il vero sequel vedrà la luce nel 2014, venti anni esatti dopo l'uscita del film, intitolato Scemo & + scemo 2.
Nel 2003 venne realizzato, senza la partecipazione dei Farrelly Brothers, un prequel chiamato Scemo & più scemo - Iniziò così...., il film fu stroncato dalla critica con tre nomination ai Razzie Awards 2003

## Censure
Nel film vi è una scena dove Lloyd, dopo aver chiesto alla vecchietta di tenere sotto controllo la sua spesa, torna a breve sul posto ma non vede la vecchietta. Questa scena è stata tagliata da inizio anni 2000 sia per la TV sia per l'edizione DVD ed è visibile solo nelle vecchie videocassette. Nel dvd sono presenti scene inedite in lingua originale.
Nella pellicola inoltre sono molti i giochi di parole che il doppiaggio italiano non è riuscito riprodurre, talvolta generando confusione nello spettatore. Ad inizio film mentre Lloyd e Mary guidano verso l’aeroporto, Lyoid chiede alla ragazza dove sia diretta rispondendo “Aspen”. Lloyd nella pellicola italiana esclamerà “Mmm va sugli Appennini” mentre nel film originale esclama “Mmm California”(Aspen in realtà è una località montana del Colorado non californiana). Dopo la scena censurata della vecchietta sulla carrozzina elettrica, Lloyd rientra a casa per intimare l’amico a lasciare Providence, attuale cittadina di residenza. All’interno di questo dialogo Lloyd addita le donne di Aspen come salmoni di Comacchio mentre in realtà pronuncia Capistrano. Harry nella pellicola originale si opporrà dicendo “Non lo so Lloyd lì poi ci aspennano” in realtà la frase sarà ben più forte esclamando “Non lo so Lloyd le francesi sono (aggettivo denigratorio)”. Il pappagallino di Harry si chiama in realtà Petey e non Petra e il ragazzino cieco accarezzandolo esclama “Che bell’uccello” non “Che bella pappagallina”. I due protagonisti poi vengono fermati dalla polizia stradale nello stato della Pennsylvania. Il poliziotto nell’atto di intimare il veicolo in marcia ad accostare a lato della strada grida nella versione originale “Pull over” che appunto è la formula utilizzata negli stati anglosassoni per ordinare di accostare il veicolo. Harry a questa frase risponde mostrando il maglione all’agente ribattendo “No Sir, It’s a Cardigan” giocando quindi sul nome dei due capi di vestiario. La versione per intero tradotta in italiano risulterà: “È a costa” “No signore è in lana ma grazie per averlo notato”.